# مانون اوئت
مانون اوئت (فرانسوی: Manon Houette‎؛ زادهٔ ۲ ژوئیهٔ ۱۹۹۲) بازیکن هندبال اهل فرانسه است.